# Ertunç Barın
Ertunç Barın (* 1951 in der Türkei) ist ein Autor und literarischer Übersetzer. Der Pädagoge veröffentlichte in deutscher und türkischer Sprache.

## Veröffentlichungen

### Türkisch
- Şansölye'nin Yitik Piyonları (1994)
- Yorumcu (2004)
- Tavla (2005)
- Devşirme Koca Solak (2006)

### Deutsch
- Das Kind und seine Väter. In: Irmgard Ackermann (Hrsg.): Türken deutscher Sprache (1983)
- Kosswigs Vögel kommen immer noch (1999)